# Landdagen i Borgå
60°24′N 25°40′Ø / 60.400°N 25.667°Ø
Landdagen i Borgå (finsk: Porvoon maapäivät, svensk: Borgå lantdag) var den lovgivende forsamling, som blev indkaldt af den russiske zar Alexander I i Borgå for at formalisere grundlæggelsen af Storfyrstendømmet Finland efter Ruslands erobring af den østlige del af Sverige under Finske krig. Zaren aflagde sit regentløfte den 29. marts 1809 og erklærede, at han ville respektere landets love, religion og sprog.
Finland blev ikke en del af Rusland, men et autonomt storfyrstendømme direkte underlagt zaren, og det lagde grundlaget for en selvstændig udvikling i Finland som førte til landets uafhængighed i 1917.

## Baggrund
Ved freden i Tilsit pålagde Napoleon den russiske zar Aleksander 1. at deltage i kontinentalspærringen, som var rettet mod Storbritannien.
Frankrig og Rusland skulle også tvinge Sverige ind i alliancen. Da Sverige afviste de russiske krav, gik Rusland i februar 1808 i krig for at erobre den østlige del af Sverige, det område vi i dag kender som Finland.
I løbet af 1808 måtte de svenske styrker trække sig tilbage, men Sverige og Rusland var stadig i krig. Rusland var i alliance med Frankrig, men zaren regnede med, at Frankrig snart ville bryde alliancen og angribe Rusland. Ved et angreb på Rusland ville et russisk kontrolleret Finland være en stor bufferzone for hovedstaden Sankt Petersborg, men kun hvis den finske befolkning var loyal over for Rusland. De finske bønder var bange for at blive livegne som bønderne i Rusland. Tanken om at blive russiske soldater skræmte dem også.
Finlands folkestyre havde rødder tilbage til 1362, og de fire stænder i Finland fik ved regeringsreformen i 1634 ret til at sende repræsentanter til rigsmødet i Stockholm. Det var på den baggrund, at zaren besluttede, at der skulle indkaldes en landdag, altså en repræsentativ lovgivende forsamling baseret på svensk lovgivning i Finland.

## Indkaldelse og sammensætning
Indkaldelsen til landdagen blev bekendtgjort den 1. marts 1809. Selve bekendtgørelsen skete normalt efter søndagsgudstjenesten. At den lille by Borgå blev valgt i stedet for Åbo (Turku), som havde været den centrale by under det svenske styre, var et bevidst valg fra zarens side for at markere bruddet med Sverige. Landdagen blev sammensat af repræsentanter fra de fire stænder: adel, præsteskab, borgere og bønder.
De forskellige deltagere må have næret blandede følelser for indkaldelsen. Krigen var endnu ikke formelt afsluttet, og fra svensk side blev deltagelse i landdagen betragtet som forræderi.

## Åbningen af landdagen
Landdagen i Borgå blev åbnet af zaren den 28. marts 1809 i Borgå domkirke. Centralt var zar Alexanders tronerklæring og de fire stænders loyalitetserklæring i Borgå domkirke den 29. marts. Hver af stænderne aflagde ed på at underkaste sig zaren og bevare love og regeringsform. Zar Alexander 1. forpligtede sig til gengæld til at styre Finland i henhold til dets love. Zarens ed blev tolket som en tilslutning til den svenske grundlov af 1772.
Landdagen krævede at blive indkaldt efter krigens afslutning. Den 17. september 1809 blev Freden i Fredrikshamn sluttet, og der kom til at gå omkring 50 år, før en ny landdag blev indkaldt.

## Centrale personer under landdagen
- Grev Robert Wilhelm De Geer var talsmand for adelen
- Baron Carl Erik Mannerheim
- Jacob Tengström, biskop i Åbo var talsmand for præsteskabet
- Göran Magnus Sprengtporten
- Gustaf Mauritz Armfelt